# Morbid Moon Records
Morbid Moon Records ist ein kanadisches Musiklabel mit Sitz in Varennes. Es veröffentlicht seit 2003 Tonträger insbesondere aus den Stilrichtungen Black Metal und Death Metal sowie aus den anverwandten Bereichen Thrash Metal, Speed Metal und Doom Metal. Neben der eigenen Labeltätigkeit, die auch Wiederveröffentlichungen beinhaltet, ist das Label zusätzlich als Distributeur aktiv.
In der Selbstdarstellung hebt Morbid Moon Records hervor, dass es selbst mit kontroversen Themen (Politik, Rasse) nichts zu tun habe, gleichwohl als Distribution auch Tonträger vertreibe, auf die das zutreffen könne. Die eigene Veröffentlichungspolitik solle jedoch die „Vernichtung aller organisierten Religionen“ (englisch the annihilation of all organized religions) und den „Krieg gegen den falschen Metal“ (englisch war against false Metal) fördern.

## Veröffentlichungen (Auswahl)
- 2007: Anima Damnata – Atrocious Disfigurement of the Redeemer's Corpse at the Graveyard of Humanity
- 2007: Deiphago – Satanik Eon
- 2008: Bastardator – Identify the Dead
- 2009: Nuclearhammer – Obliteration Ritual
- 2009: Obeisance – Satanik Fuck (Kompilation)
- 2016: Aggression – The Full Treatment (Wiederveröffentlichung)